# Necyria
Necyria is een geslacht van vlinders uit de familie van de prachtvlinders (Riodinidae), onderfamilie Riodininae.
Necyria werd in 1851 voor het eerst wetenschappelijk beschreven door Westwood.

## Soorten
Necyria omvat de volgende soorten:
- N. beltiana Hewitson, 1870
- N. bellona Westwood, 1851
- N. duellona Westwood, 1851
- N. incendiaria Thieme, 1907
- N. ingaretha Hewitson, 1872
- N. juturna Hewitson, 1869
- N. larunda Godman & Salvin, 1885
- N. manco Saunders, 1858
- N. saundersii Hewitson, 1854
- N. vetulonia Hewitson, 1872
- N. westwoodi Hopffer, 1874
- N. zaneta Hewitson, 1875